# Coryphantha clavata
Coryphantha clavata är en kaktusväxtart som först beskrevs av Michael Joseph François Scheidweiler, och fick sitt nu gällande namn av Curt Backeberg. Coryphantha clavata ingår i släktet Coryphantha, och familjen kaktusväxter.

## Underarter
Arten delas in i följande underarter:
- C. c. clavata
- C. c. stipitata

## Bildgalleri

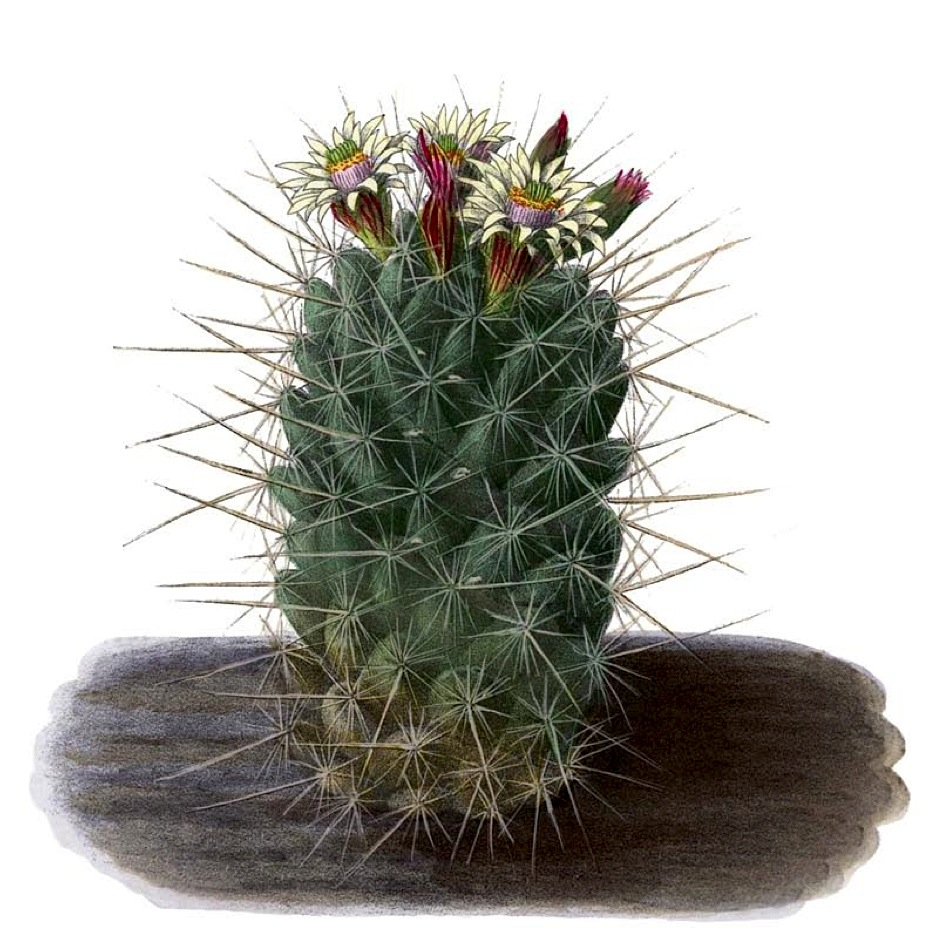
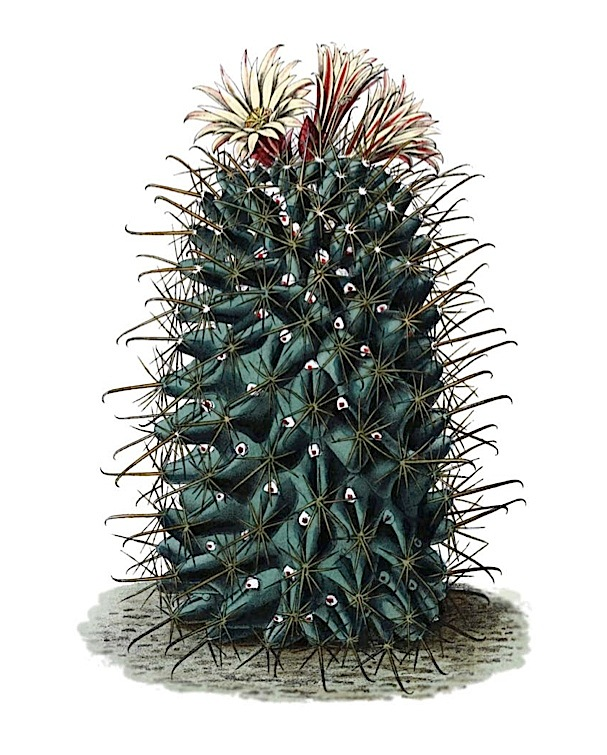